# Dünkelhammer

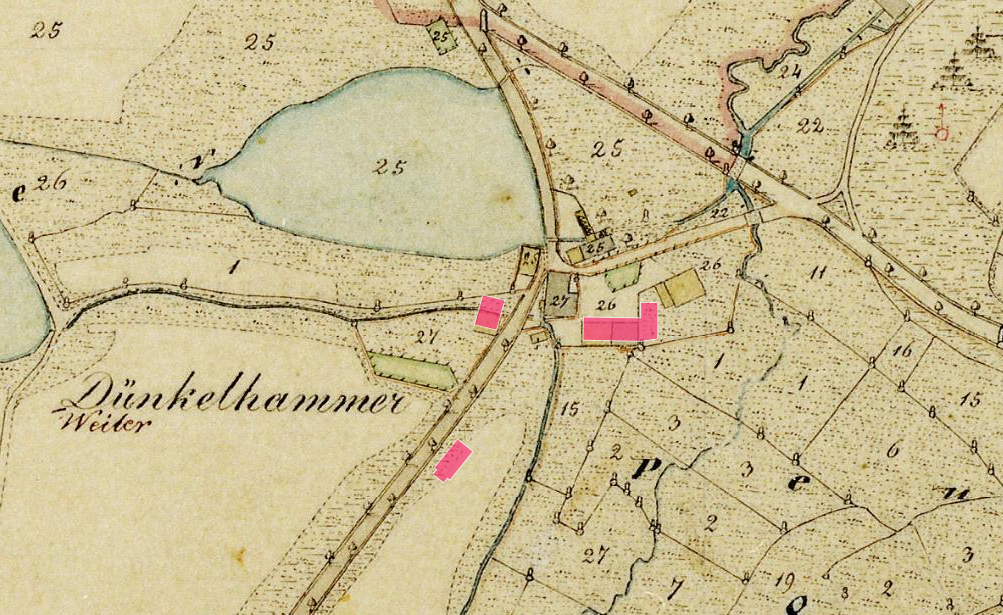
Lageplan von Dünkelhammer auf der Bayerischen Uraufnahme

Dünkelhammer ist ein Gemeindeteil der Gemeinde Bad Alexandersbad im Landkreis Wunsiedel (Oberfranken, Bayern).
Der Weiler liegt nordöstlich des Kernortes Bad Alexandersbad an der B 303. Durch den Ort fließt der Wenderbach, ein rechter Nebenfluss der Röslau.
Der Ort wird als Sitz eines ehemaligen Hammerwerks bezeichnet.

## Sehenswürdigkeiten
In der Liste der Baudenkmäler in Bad Alexandersbad sind für Dünkelhammer drei Baudenkmäler aufgeführt:
- ein massiver Stadel, bezeichnet „1831“, trägt ein Satteldach. Die Traufseite mit zwei gefelderten Granit-Torbogenrahmungen ist verputzt,
- ein Gasthof, de als zweigeschossiger Bau mit Walm- bzw. Halbwalmdach, im Kern 17./18. Jahrhundert und die
- Evang.-Luth. Heilig-Geist-Kirche-Kirche, Saalbau, Sakristeianbau, Walmdach mit Dachreiter, 1929/30 nach Plänen von Karl Stöhr.